# 芦澤拓実
芦澤 拓実（あしざわ たくみ 1946年 - ）元一般社団法人日本公園緑地協会 理事兼公園緑地研究所副所長。
日本公園緑地協会に長く勤務し公園緑地に関する多くの学術調査研究から計画・設計等に携わる。とくに国営公園をはじめとする大規模公園の計画・設計で公園緑地行政や造園技術の発展に貢献。
日本公園緑地協会発行の都市公園技術標準解説書、造園施工管理技術編、ユニバーサルデザインによるみんなのための公園づくり、といった設計基準専門図書の策定の他、環境都市計画事典（朝倉書店）などにも尽力している。
2019年 第41回日本公園緑地協会北村賞受賞。

## 参考
1. ↑  https://www.posa.or.jp/wp/wp-content/uploads/2019/05/summary06_kitamura_41th_winner.pdf
2. ↑  “改訂27版 造園施工管理　技術編”. www.tokyo-kansho.co.jp. 2021年2月7日閲覧。
3. ↑  “書籍「ユニバーサルデザインによる みんなのための公園づくり（改訂版）」の販売を開始しました。 | 一般社団法人 日本公園緑地協会”. 2021年2月7日閲覧。
4. ↑  “朝倉書店｜ 環境都市計画事典”. www.asakura.co.jp. 2021年2月7日閲覧。